# فردی گودوین
فردی گودوین (انگلیسی: Freddie Goodwin؛ ۲۸ ژوئن ۱۹۳۳–۱۹ فوریه ۲۰۱۶) یک بازیکن فوتبال، و بازیکن کریکت اهل انگلستان بود.
از باشگاه‌هایی که در آن بازی کرده‌است می‌توان به منچستر یونایتد، لیدز یونایتد، و اسکانتورپ یونایتد اشاره کرد.